# محمد سعد الله
سيد محمد سعدالله، الحاصل على وسام القائد الفارس (21 مايو 1885 - 8 يناير 1955)،  كان رئيس وزراء آسام في الهند البريطانية. وكان أيضًا رئيسا لبلدية غوهاتي في عام 1919 والوزير المسؤول عن التعليم والزراعة في أسام من 1924 إلى 1934.
تلقى تعليمه في كلية القطن في جواهاتي وفي كلية الرئاسة، كلكتا.
وكان فارس في عام 1928 مع مرتبة الشرف وعين قائد فارس  بأمر من الإمبراطورية الهندية (KCIE) في عام 1946 عيد ميلاد الشرف.